# 市ヶ谷フィッシュセンター
市ヶ谷フィッシュセンター（いちがやフィッシュセンター、英: Ichigaya Fish Center）は、東京都新宿区市谷田町1丁目1番地にある釣り堀。

## 概要
新見附濠の西端に、鯉釣り用の鯉池と小さな魚を釣る金魚池がある。また、同じ場所に観賞魚、水草、草花のショップも併設されている。
本来は国有地であり、当初は施設の運営者が千代田区を通じて利用許可・貸与を受けていたが、1962年（昭和37年）以降は許可が更新されておらず、以後約60年ほどに渡って違法占拠状態が続いている。このため過去に東京都議会等でも問題として取り上げられているが、2024年現在も解決には至っていない。

## 営業時間
季節ごとに営業時間が異なり、毎週ホームページ上に営業時間が掲載される。

## アクセス
- 東日本旅客鉄道（JR東日本）中央・総武緩行線、東京メトロ有楽町線・東京メトロ南北線、都営地下鉄新宿線 市ケ谷駅徒歩5分[4]

## エピソード
2016年4月にテレビアニメ「おそ松さん」の主人公6人の着ぐるみがフィッシュセンターに現れ、話題になったことがある。